# Философски роман
Философският роман e литературен жанр, използващ формата на романа за представяне на философски концепции. Те може да са свързани с природата и ролята на обществото, смисъла на живота, етиката, ролята на изкуството.
Макар че липсва общоприета дефиниция на понятието „философска литература“ (на английски: philosophical fiction), историята на жанра може да се илюстрира с редица произведения. Сред ранните примери може да се посочат произведенията на Томас Мор, Волтер и Жан-Жак Русо.
В по-нови времена някои философи пишат романи, пиеси или кратки разкази, с които представят или илюстрират идеите си, например: Симон дьо Бовоар, Жан-Пол Сартр, Айн Ранд, Албер Камю, Марсел Пруст, Фридрих Ницше и Фьодор Достоевски. Писатели, които се възхищават от определени философски идеи, могат да ги включат като основни теми в произведенията си. Някои такива примери са: The Moviegoer (Сьорен Киркегор), Wittgenstein's Mistress (Лудвиг Витгенщайн) и др.
Сред известните философски пиеси на XX век е В очакване на Годо на Самюъл Бекет.